# Bandera d'Aiguafreda
La bandera oficial d'Aiguafreda té la descripció següent:
Senyera apaïsada, de proporcions dos d'alt per tres de llarg, amb la meitat superior vermella sembrada de creuetes blanques, de les quals només tres són senceres; i amb la meitat inferior composta de dues faixes iguals juxtaposades, una de groga i la inferior negra.

## Història
Va ser aprovada l'11 de desembre de 1997 i publicada en el DOGC el 13 de gener de l'any següent (número 2555).